# کتیش
کتیش (به چکی: Ktiš) یک منطقهٔ مسکونی در جمهوری چک است که در ناحیه پراخاتیتسه واقع شده‌است. کتیش ۳۷٫۱۸ کیلومتر مربع مساحت و ۵۰۵ نفر جمعیت دارد و ۷۶۲ متر بالاتر از سطح دریا واقع شده‌است.